# High Life (film)
Pour les articles homonymes, voir High Life.
Pour plus de détails, voir Fiche technique et Distribution.
High Life est un film canadien réalisé par Gary Yates, sorti en 2009. 
Le film est basé sur la pièce de théâtre éponyme de Lee MacDougall. Il s'agit d'une comédie traitant des revers du rêve de la société de consommation des années 1980.

## Distribution
- Timothy Olyphant: Dick
- Stephen Eric McIntyre: Bug
- Joe Anderson:  Donnie
- Rossif Sutherland: Billy